# Adam Timmerman
Adam Larry Timmerman (Cherokee, 14 agosto 1971) è un ex giocatore di football americano statunitense che ha giocato nel ruolo di offensive guard nella National Football League (NFL). Fu scelto nel corso del settimo giro (230º assoluto) del Draft NFL 1995 dai Green Bay Packers. Al college giocò a football alla South Dakota State University.

## Carriera da giocatore

### Green Bay Packers
Timmermann fu scelto dai Green Bay Packers nel corso del settimo giro del Draft 1995. In quattro stagioni con la franchigia, partì come titolare in due Super Bowl, vincendo il Super Bowl XXXI contro i New England Patriots.

### St. Louis Rams
Dopo la stagione 1998, Timmerman si unì ai St. Louis Rams con cui vinse un altro anello nel Super Bowl XXXIV. Il quarto Super Bowl della carriera fu il Super Bowl XXXVI, questa volta perso contro i New England Patriots. Timmerman fu convocato per il Pro Bowl due volte, nel 1999 e 2001. I Rams lo svincolarono il 27 febbraio 2007.

## Palmarès

### Franchigia
- Super Bowl : 2

Green Bay Packers: XXXI
St. Louis Rams: XXXIV
- National Football Conference Championship: 4

Green Bay Packers: 1996, 1997
St. Louis Rams: 1999, 2001

### Individuale
- Convocazioni al Pro Bowl: 2

1999, 2001
- Second-team All-Pro: 1

2001

## Statistiche
| Partite totali      | 187 |
| Partite da titolare | 172 |
| Fumble recuperati   | 5   |